# Oratorio di Santa Barbara (Roma)
L'oratorio di Santa Barbara è una chiesa di Roma, nel rione Celio, all'interno del monastero dei Santi Quattro Coronati.

## Storia
Nelle fonti antiche, questa cappella è citata per la prima ed unica volta nel Liber Pontificalis nella biografia di papa Leone IV (847-855), per i doni fatti dal pontefice in oratorio beatae Barbarae qui consitum est infra ecclesiam sanctorum IIII Coronatorum.
In origine essa era una cappella laterale dell'antica basilica dei Santi Quattro Coronati, nella sua navata di sinistra; la ristrutturazione medievale di quest'ultima, l'ha isolata ed oggi è accessibile solo dal chiostro del monastero annesso alla basilica.
Essa ha una pianta trapezoidale tendente al quadrato, con tre absidi su tre lati; la volta è a crociera, ed è sostenuta da quattro mensoloni marmorei. Sull'abside sud resti di affreschi datati al IX secolo molto deteriorati. Gli altri affreschi, lacunosi, sono del XIV secolo: sulle pareti si possono ancora riconoscere: Storie di santa Barbara, sulla volta i Simboli degli evangelisti, sull'abside est una Madonna col bambino.
Sul fianco opposto della basilica fa da pendant a questa cappella, un'altra intitolata a San Nicola, ma non visitabile in quanto sottoposta alla clausura monastica.